# Tadeusz Wojciechowski (historyk)
Tadeusz Wojciechowski (ur. 13 czerwca 1838 w Krakowie, zm. 21 listopada 1919 we Lwowie) – polski historyk, słowianoznawca, profesor i rektor Uniwersytetu Lwowskiego, współzałożyciel i prezes Towarzystwa Historycznego we Lwowie, członek Akademii Umiejętności. Specjalizował się we wczesnej historii polskiego średniowiecza.

## Życiorys
Tadeusz Wojciechowski pochodził z Krakowa, jego rodzice, właściciele kamienicy, należeli do średniego mieszczaństwa. W 1854 Wojciechowski ukończył Gimnazjum Św. Anny. Po studiach, dwuletnich prawniczych i dwuletnich historycznych, na UJ, które ukończył w 1858 i w Wiedniu, na Wydziale Filozoficznym (1859-1860) w 1865 uzyskał doktorat filozofii (po nieudanej próbie z 1860/61). W okresie powstania styczniowego (1863-1864) przez pół roku był więziony przez władze austriackie pod zarzutem uprawiania działalności konspiracyjnej. W 1867 zostaje pracownikiem Biblioteki Jagiellońskiej, gdzie pracował do 1875 tj. do swoich przenosin na stałe do Lwowa. W 1873 wypłynęła jego kandydatura na katedrę historii austriackiej na Uniwersytecie Jagiellońskim, którą to katedrę zajął ostatecznie Stanisław Smolka, kandydat stańczyków.
W latach 1883–1907 profesor historii polskiej (1894-1895 rektor) na uniwersytecie lwowskim. Pod koniec 1909 został mianowany przez cesarza na członka Izby Panów.
Pochowany na Cmentarzu Łyczakowskim we Lwowie.

## Dorobek naukowy
Jego prace historyczne charakteryzowało podejście krytyczne i analityczne. Szeroko stosował toponomastykę dla rekonstrukcji osadnictwa w Małopolsce we wczesnym średniowieczu. Opisywał zabytki sztuki sakralnej, dążył do uporządkowania legend wczesnopiastowskich; za krytyczne podejście do żywota św. Stanisława, a zwłaszcza konfliktu biskupa z królem został ostro skrytykowany przez koła zbliżone do Kościoła.

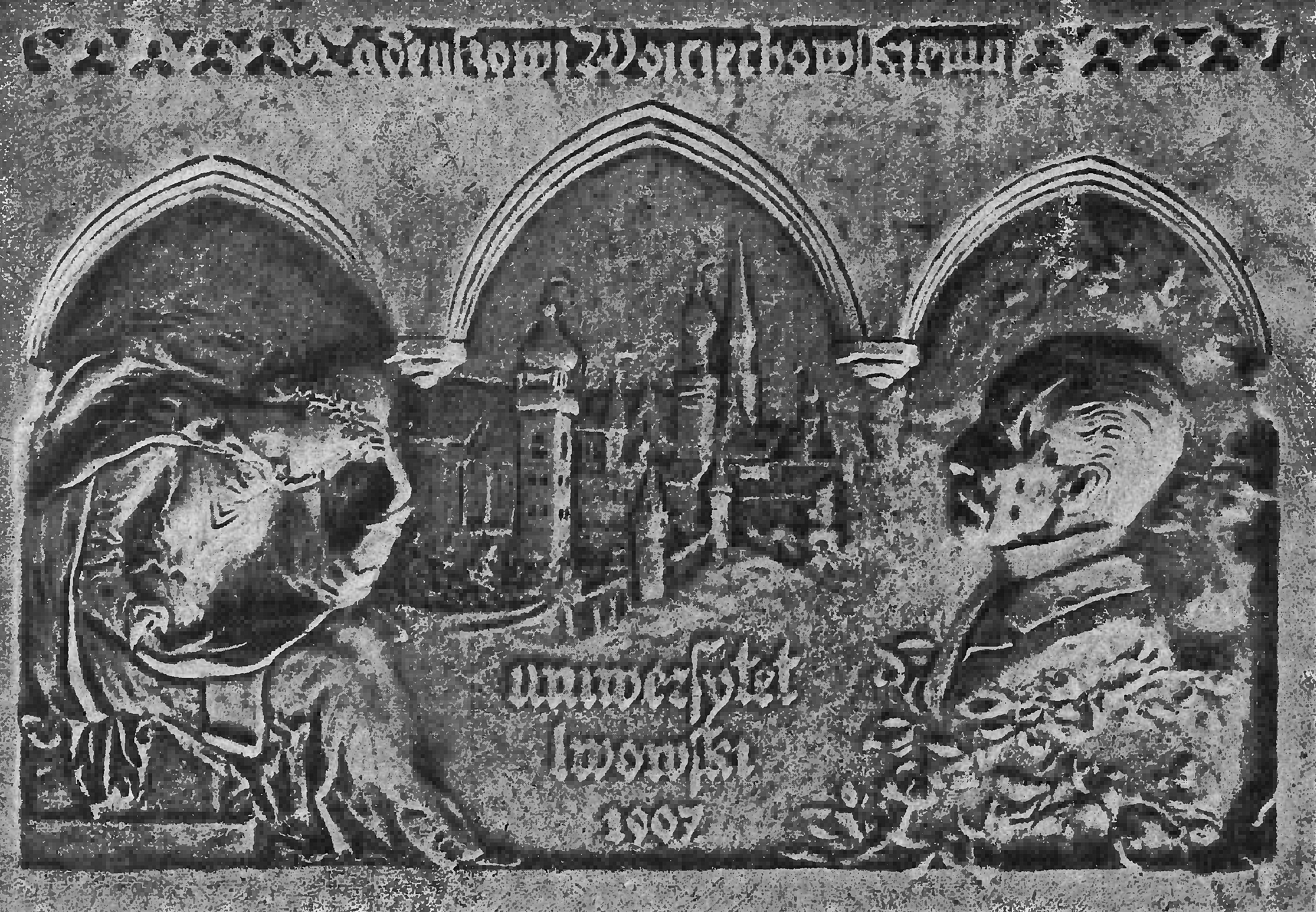
Plakieta z 1909 na cześć profesora

Autor m.in. następujących prac:
- Chrobacja, rozbiór starożytności słowiańskich (Kraków 1873),
- O Rocznikach polskich X-XV wieku (1880),
- O Kazimierzu Mnichu (1881),
- O życiu i pismach Wincentego z Kielc (1881),
- Co to jest historia i po co się jej uczymy (1883),
- Podział i zakres dziejów polskich (1884),
- O powtórnej elekcji Stanisława Leszczyńskiego w r. 1733 (Charakterystyka rządów Augusta II) (1887),
- Co Al Bekri opowiadał o Słowianach i ich sąsiadach (1887),
- Bonifatius der Apostel der Deutschen und die Slaven-apostel Konstantinus (Cyrillus) und Methodius (1888),
- O Piaście i piaście (1895),
- Kościół katedralny w Krakowie (1899),
- Eremici reguły św. Romualda, czyli benedyktyni włoscy w Polsce XI wieku (1902),
- Najdawniejszy znany obecnie polski akt książęcy z r. 1081-1086 (1902),
- Szkice historyczne XI wieku (1904),
- Plemię Kadłubka (1909),

## Odznaczenia
- Tytuł doktora honoris causa Uniwersytetu Jagiellońskiego (1900).
- c. k. radca dworu[3]
- dożywotni członek Izby Panów[3]
- Odznaka Honorowa za Dzieła Sztuki i Umiejętności (Austro-Węgry, przed 1910)[3]